# Serhij Łohinow
Serhij Mykołajowycz Łohinow, ukr. Сергій Миколайович Логінов (ur. 24 sierpnia 1990 w Dniepropietrowsku) – ukraiński piłkarz, grający na pozycji obrońcy.

## Kariera piłkarska

### Kariera klubowa
Wychowanek klubu Olimp Dniepropetrowsk, barwy którego bronił w juniorskich mistrzostwach Ukrainy (DJuFL). Następnie w juniorskich mistrzostwach występował w DJuSSz-12 Dniepropetrowsk, Juwiłejny Dniepropetrowsk i Dnipro Dniepropetrowsk. Karierę piłkarską rozpoczął 17 maja 2008 w składzie Dnipro-75 Dniepropetrowsk, a 25 kwietnia 2009 rozegrał pierwszy mecz w drugiej drużynie Dynama Kijów. Występował również w rezerwowej drużynie Dynama. W lipcu 2010 został wypożyczony do Prykarpattia Iwano-Frankowsk. Latem 2012 roku został zawodnikiem litewskiego klubu Sūduva Mariampol. Po zakończeniu sezonu powrócił do drugiej drużyny Dynama Kijów. Latem 2013 zasilił skład Kreminia Krzemieńczuk. W maju 2014 podpisał wstępny kontrakt z Worskłą Połtawa, zgodnie z którym od 1 lipca 2014 bronił barw nowego klubu. 23 czerwca 2015 opuścił połtawski klub, a w lipcu 2015 został piłkarzem Wołyni Łuck. W czerwcu 2017 przeniósł się do SK Dnipro-1.

### Kariera reprezentacyjna
Występował w juniorskiej reprezentacji Ukrainy U-19.

## Sukcesy i odznaczenia
- mistrz Europy U-19: 2009